# I mortali
| Recensione       | Giudizio |
| ---------------- | -------- |
| Ondarock         |          |
| Rockit           | Positivo |
| Rockol           |          |
| La scimmia pensa | Positivo |

I mortali è il primo album in studio del gruppo musicale italiano Colapesce Dimartino, pubblicato il 5 giugno 2020 dalla Sony Music.

## Descrizione
Il 20 gennaio 2020 è stato trasmesso sul canale ufficiale YouTube del duo il cortometraggio I mortali che annuncia l'uscita dell'album. Sei mesi dopo, il 31 luglio, viene pubblicato il cortometraggio I mortali Live Movie girato durante la vigilia dell'uscita dell'album, dove i due visitano vari posti della Sicilia cantando i pezzi Majorana, L'ultimo giorno, Raramente e Luna Araba a suono di chitarre e basso.
Il 19 marzo 2021 esce, dopo aver partecipato al Festival di Sanremo 2021, la riedizione del disco, intitolata I mortali² e contenente due dischi con dieci brani inediti tra cui Musica leggerissima con cui hanno partecipato alla kermesse musicale, l'inedito I mortali, due cover (Born to Live di Marianne Faithfull e Povera patria di Franco Battiato, quest'ultima eseguita durante la terza serata del Festival di Sanremo 2021, dedicata alle cover, con arrangiamento di Davide Rossi e contenente un contributo vocale da parte dello stesso Battiato) e sei brani del repertorio solista dei due artisti reinterpretate insieme (Copperfield e Totale di Colapesce, Non siamo gli alberi ed I calendari di Dimartino) o singolarmente (Amore sociale di Dimartino reinterpretata da Colapesce, Decadenza e panna di Colapesce reinterpretata da Dimartino) in versione acustica.

## Tracce
Testi e musiche di Lorenzo Urciullo e Antonio Dimartino, eccetto dove indicato.
1. Il prossimo semestre – 2:55
2. Rosa e Olindo – 3:41
3. Luna araba (con Carmen Consoli) – 3:19
4. Cicale – 3:45
5. Parole d'acqua – 3:05
6. Raramente – 3:40
7. L'ultimo giorno – 3:52
8. Noia mortale – 3:46
9. Adolescenza nera – 3:16 (Lorenzo Urciullo, Antonio Di Martino, Federico Nardelli)
10. Majorana – 4:16

### I mortali²
CD 1
1. Il prossimo semestre – 2:55
2. Musica leggerissima – 3:56
3. Rosa e Olindo – 3:41
4. Luna araba (con Carmen Consoli) – 3:19
5. Cicale – 3:45
6. Parole d'acqua – 3:05
7. Raramente – 3:40
8. L'ultimo giorno – 3:52
9. Noia mortale – 3:46 (musica: Lorenzo Urciullo, Antonio Di Martino, Federico Nardelli)
10. Adolescenza nera – 3:16 (Lorenzo Urciullo, Antonio Di Martino, Simone Benussi)
11. Majorana – 4:16
12. I mortali – 3:30

CD 2
Musiche di Federico Nardelli e Giordano Colombo, eccetto dove indicato.
1. Nati per vivere/Born to Live – 3:20 (testo: Marianne Faithfull, Ed Harcourt)
2. Copperfield – 3:55 (testo: Lorenzo Urciullo)
3. Non siamo gli alberi – 3:18 (testo: Antonio Di Martino)
4. Totale – 3:17
5. I calendari – 3:19 (testo: Lorenzo Urciullo)
6. Colapesce – Amore sociale – 4:10 (testo: Antonio Di Martino)
7. Dimartino – Decadenza e panna – 2:08 (testo: Lorenzo Urciullo)
8. Povera patria (con Franco Battiato) – 3:44 (testo: Franco Battiato)

## Classifiche
| Classifica (2021) | Posizione massima |
| ----------------- | ----------------- |
| Italia            | 3                 |